# De Gasparis (krater księżycowy)
De Gasparis – krater uderzeniowy znajdujący się na południowo-zachodniej stronie Księżyca. Leży na południowy zachód od krateru Cavendish i na południe od krateru Mersenius.
Krawędź krateru de Gasparis jest zniszczona, a wnętrze zostało zalane strumieniem lawy. Ocalała krawędź osiąga wysokość około 800 m.
Ten krater wyróżnia się formacją strumieni, które przecinają jego wnętrze i okoliczną powierzchnię. Ten system rozpadlin w powierzchni został nazwany Rimae de Gasparis i obejmuje obszar o średnicy około 130 kilometrów. Strumienie mogły zostać stworzone w procesach tektonicznych odbywających się głęboko pod powierzchnią. Zostały ukształtowane później niż sam krater, ponieważ przecinają jego wnętrze.
Nazwa pochodzi od włoskiego astronoma Annibala de Gasparisa

## Satelickie kratery
| de Gasparis | Szerokość | Długość | Średnica |
| ----------- | --------- | ------- | -------- |
| A           | 26,7° S   | 51,3° W | 37 km    |
| B           | 27,0° S   | 52,5° W | 12 km    |
| C           | 26,3° S   | 51,7° W | 6 km     |
| D           | 25,7° S   | 50,1° W | 4 km     |
| E           | 26,4° S   | 49,4° W | 7 km     |
| F           | 26,3° S   | 49,3° W | 8 km     |
| G           | 27,0° S   | 49,3° W | 6 km     |